# هوبارت سميث
هوبارت سميث (بالإنجليزية: Hobart Smith)‏ هو عازف بانجو أمريكي، ولد في 10 مايو 1897 في مقاطعة سميث في الولايات المتحدة، وتوفي في 11 يناير 1965 في سالتفيل في الولايات المتحدة.

## وصلات خارجية
- هوبارت سميث على موقع ميوزك برينز (الإنجليزية)
- هوبارت سميث على موقع أول ميوزيك (الإنجليزية)
- هوبارت سميث على موقع ديسكوغز (الإنجليزية)